# Vattenburen värme
Vattenburen värme är en uppvärmningsform som sker med hjälp av värmevatten som cirkulerar i ett rörsystem till radiatorer (element), golvvärme eller värmefläktar som finns installerade i byggnaden där en uppvärmande funktion önskas. Värmekällan kan vara en olje- eller vedpanna, en värmeväxlare för fjärrvärme, bergvärme eller jordvärme, eller en elektrisk varmvattenberedare (som då brukar kallas elpanna). 
Vattenburen värme är ett vanligt och flexibelt centralvärmesystem eftersom värmekällan för att värma vattnet kan bytas efter önskemål, i motsatt till exempelvis direktverkande elvärme. Det är på grund av detta till fördel i målet att skapa ett miljöriktigt energisystem. En nackdel med vattenburen värme är att installationskostnaden är högre än för direktverkande elvärme.
Rörsystemet är försett med en cirkulationspump för att skapa ett dynamiskt tryck (det totala trycket i systemet är också beroende av det statiska trycket) för att driva vattnet runt till alla radiatorer. Det nödvändiga dynamiska trycket i ett högflödessystem är 40 till 80 kPa (4 till 8 mvp) och i ett lågflödessystem 10 till 20 kPa (1 till 2 mvp). 
Trycket visas ofta av en manometer och går att ställa in på moderna pumpar.